# Glaube und Schönheit
Die Organisation Glaube und Schönheit war eine Teilorganisation des Bundes Deutscher Mädel (BDM) und damit der Hitler-Jugend. Sie war daher Teil des nationalsozialistischen Erziehungssystems. Aufgabe der Organisation war es, die zeitliche Lücke zwischen der oberen Altersgrenze des BDM (18 Jahre) und dem Aufnahmealter der NS-Frauenschaft (21 Jahre) zu schließen und einem Entgleiten dieser Altersgruppe aus dem Zugriff von Staat und Partei ins Privatleben vorzubeugen.

## Die Organisation
Glaube und Schönheit wurde am 19. Januar 1938 durch den Reichsjugendführer Baldur von Schirach nach Rücksprache mit und möglicherweise auf Anregung der Reichsreferentin des BDM Jutta Rüdiger gegründet. Zur Beauftragten für das BDM-Werk ernannte von Schirach Clementine zu Castell-Rüdenhausen.
Glaube und Schönheit war wie ihre übergeordneten Organisationen BDM und HJ nach Gauen organisiert und wurde nach dem Führerprinzip geführt. Nach dem Gesetz war die Mitgliedschaft freiwillig, tatsächlich wurden jedoch komplette Jahrgänge aus dem BDM in Glaube und Schönheit übernommen, Austritte setzten die Austretende und deren Eltern (das Volljährigkeitsalter war 21 Jahre) dem Verdacht oppositioneller Einstellung aus. Das Überlappen des Mitgliedalters mit dem ab 4. September 1939 obligatorischen Reichsarbeitsdienst der weiblichen Jugend verstärkte den Druck auf die Jugendlichen, sich der Organisation nicht zu entziehen.

## Inhalt der Schulungen
Die inhaltliche Arbeit von Glaube und Schönheit war am politischen Zweck der Organisation ausgerichtet. Sie wurde in Arbeitsgemeinschaften geleistet, die einmal wöchentlich außerhalb der Arbeitszeit von Auszubildenden stattfanden, um diesen die Teilnahme zu ermöglichen. Sport, Tanz oder Kurse zur Körperpflege sollten die jungen Frauen als zukünftige „Mütter deutschen Nachwuchses“ gesund halten. Arbeitsgemeinschaften, die Kenntnisse im Gesundheitsdienst, Nachrichtenwesen oder im Luftschutz vermittelten, bereiteten die jungen Frauen darauf vor, dass sie im Kriegsfall entsprechende Tätigkeiten übernahmen, um damit Männer für den Kriegseinsatz freizustellen.

## Auflösung
Die Organisation Glaube und Schönheit wurde als Untergliederung der Hitlerjugend nach Kriegsende durch das Kontrollratsgesetz Nr. 2 verboten und aufgelöst, ihr Vermögen beschlagnahmt.